# Onon Onon
"Onon Onon" (também chamada de "Onon Onon Onon") é uma canção do grupo Mamonas Assassinas lançada no álbum póstumo Atenção, Creuzebek: a Baixaria Continua! em 1998. Foi composta pelo integrante Dinho.

## Conceito e composição

### Composição
Composta por Dinho, a canção conta a história de Onon, um homem aparentemente ignorante que ao final se torna Presidente do Brasil. Inicialmente a canção descreve o personagem, que tinha uma vida humilde e almejava participar do Domingão do Faustão, sugerindo que ele queria aparentemente adquirir reconhecimento. Onon, então, torna-se político com certa facilidade — uma crítica ao fato de pessoas se tornarem políticos sem sequer ter qualificação ou, segundo a letra, não terem "nenhum dom". O refrão se refere à expectativa tradicional que é a pressão da avó de Onon para que ele "cresça, se case e crie juízo". Mais uma crítica é expressada na canção ao citar que Onon torna-se presidente ao participar da Porta da Esperança, novamente se referindo à facilidade de uma pessoa qualquer entrar na política e se tornar presidente.
O final da música faz uma última descrição do personagem, já como presidente, afirmando que ele é "demente" e um "sujeitinho indecente" — o que mais uma vez aponta que qualquer um pode alcançar um alto cargo político —, além de reforçar o voto de "Onon para presidente".

### Gênero
A canção tem um ritmo típico de reggae e segue dessa forma até o final. Nos últimos versos há o uso da guitarra no momento em que Dinho descreve Onon pela última vez. Nesse momento o ritmo fica mais pesado. Ao final, tem-se uma referência ao tema do Jornal Nacional.

## Gravação e lançamento
Não se sabe exatamente quando a faixa foi gravada, mas, por ter sido produzida por Rick Bonadio, pode ter sido gravada em 1995, quando a banda também gravava as canções do álbum de estreia no estúdio de Bonadio. "Onon Onon" faria parte de um segundo lançamento da banda. Com a morte dos cinco integrantes no acidente ocorrido em 1996, a canção ficou arquivada por dois anos. Em 2 de março de 1998, quando o acidente que matou a banda completou dois anos, a EMI lançou "Onon Onon", na coletânea Atenção, Creuzebek: a Baixaria Continua!.